# Izjaslav I
Izjaslav Jaroslavitsj (Russisch: Изяслав Ярославич) (1024- Nizjyn, 3 oktober 1078), zoon van Jaroslav de Wijze en zijn vrouw Ingegerd (ca. 1002 - 10 februari 1050, dochter van Olof II van Zweden en Estrid van Mecklenburg), was vorst van Kiev vanaf 1054. 
Izjaslav werd vorst van Toerov en in 1052 van Novgorod. Volgens het testament van zijn vader werd hij na diens overlijden in 1054 vorst van Kiev. Izjaslav was een van de auteurs van de Pravda Jaroslavitsjej, een onderdeel van de Roesskaja Pravda, het eerste wetboek van de Kievse Roes. Ook gaf hij de monniken van het Holenklooster van Kiev de hele berg waar hun gangen in lagen, en liet er door bouwmeesters uit Constantinopel een fraaie kerk bouwen. 
In 1068 werd Izjaslav verjaagd door een opstand in Kiev, veroorzaakt door zijn weigering om een oorlog te beginnen tegen de Koemanen. Het jaar daarop kon hij Kiev weer veroveren met hulp van een Pools leger. In 1073 moest Izjaslav opnieuw vluchten, nu voor zijn eigen broers. Izjaslav  zocht hulp in Polen, Duitsland en bij de paus. 
De Paus zond Izjaslav in 1075 een kroon, als teken dat hij hem als de wettige vorst zag. De kroon en de bijbehorende titel "Koning van de Roes" ging later over naar de vorsten van Wolynië. In 1215 werd de titel gewijzigd in "Rex Galiciae et Lodomeriae" (koning van Galicië en Wolynië), en ging achtereenvolgens over op de Hongaarse koningen, Poolse koningen, en (na de Poolse Delingen) op de Oostenrijkse keizers als Koninkrijk Galicië en Lodomerië. De laatste met de titel was Karel I van Oostenrijk, tot 1918.
In 1076 kon hij zijn positie terugwinnen. Twee jaar later voerde Izjaslav een campagne tegen de opstandige prinsen Oleg Svjatoslavitsj en Boris Vjatsjeslavitsj. Hoewel die zich hadden teruggetrokken uit de stad Tsjernihiv, besloot Izjaslav de stad te belegeren. Oleg en Boris probeerden de stad te ontzetten en het kwam bij Nizjyn tot een veldslag. Oleg en Boris werden verslagen maar Izjaslav sneuvelde. Boris sneuvelde ook maar Oleg vluchtte naar de Chazaren. Die namen hem gevangen en zonden hem naar de keizer in Constantinopel, die Oleg in ballingschap zond. Hij zou op Rodos met een Byzantijnse edelvrouw zijn getrouwd maar dat is misschien alleen maar legende. Uiteindelijk wist Oleg na een aantal jaren met hulp van Koemaanse stammen Tsjernihiv opnieuw in bezit te krijgen, waar hij in 1115 overleed en werd begraven.

## Huwelijk en kinderen
In 1043 had zijn vader Jaroslav een overeenkomst met koning Casimir I van Polen gemaakt waarin de vestingen van Tsjerven erkend werd als een deel van Kiev. Deze overeenkomst werd bezegeld met een dubbel huwelijk: dat van Casimir met Dobronega (Jaroslavs zus) en dat van Izjaslav  met Casimirs zuster Gertrude van Polen (ca. 1025 - 4 januari 1108), dochter van Mieszko II Lambert van Polen en Richeza van Lotharingen. 
Getrude had de Egbert-Psalter geërfd en liet daar haar gebedenboek aan toevoegen. De Egbert-Psalter was oorspronkelijk gemaakt voor aartsbisschop Egbert van Trier, zoon van Dirk II van Holland, en bevindt zich nu in het stedelijk museum van Cividale del Friuli.
Izjaslav en Gertrude kregen de volgende kinderen:
- Mstislav (ovl. 1069), prins van Novgorod (1054–1067), prins van Polotsk in 1069. Zijn zoon Rostislav overleed in 1093 en werd in Kiev begraven in de kerk van de Heilige Maagd van de Tienden.
- Jaropolk (ovl. 1086), volgde zijn vader op maar verloor na twee jaar de titel van grootvorst. Hij bleef een belangrijke rol spelen in de politiek tot hij in 1086 werd vermoord. Trouwde met Kunigunde van Weimar. Ze kregen twee zoons die in het begin van de twaalfde eeuw werden gedood, en twee dochters: een trouwde met de prins van Minsk en de ander met de graaf van Schwarzenberg.
- Svjatopolk
- Eudoxia (ovl. 1089), 1088 getrouwd met Mieszko Bolesławowic (ca. 1069 – 1089), prins van Krakau